# Diego López de Zúñiga
Diego López de Zúñiga y Velasco conte di Nieva (Valladolid, 1510 circa – Lima, 20 febbraio 1564) fu il sesto viceré del Perù, dal 17 aprile 1561 alla sua morte, avvenuta il 20 febbraio 1564.

## Inizi della carriera
López de Zúñiga fu un cavaliere dell'Ordine di Santiago e, tra il 1553 ed il 1559, governatore della Galizia. Fu nominato viceré del Perù alla fine del 1560 da re Filippo II di Spagna, per rimpiazzare Andrés Hurtado de Mendoza, richiamato in patria. López de Zúñiga giunse a Lima assumendo l'incarico il 20 febbraio 1561. Dopo l'arrivo in Perù, ma prima di raggiungere la capitale, mandò alcuni arroganti messaggi al predecessore, poco prima della sua morte.

## Viceré del Perù
Il 14 dicembre 1561 ordinò a Gómez de Tordoya di esplorare il fiume Tono, mentre il 24 dicembre 1561 commissionò a Juan Nieto la conquista del territorio di Camaná.
Nel 1562 la città di Santiago del Estero (oggi nella provincia argentina di Tucumán) fu fondata da Francisco de Aguirre per ordine del viceré. L'anno successivo fu creata l'audiencia di Quito. López de Zúñiga fondò anche la città di Safia (Santiago de Miraflores) e guidò Cristóbal de Valverde nella fondazione di San Gerónimo de Ica. Fondò la città di Arnedo (oggi Chançay) con l'intenzione di spostarvi l'Università di San Marcos.
Iniziò la costruzione delle entrate che circondano Plaza Mayor a Lima, poi distrutte nel terremoto del 20 ottobre 1687 e ricostruite.
Diresse inoltre la separazione della diocesi del Cile da quella del Perù. Organizzò e migliorò le scuole per i figli dei capi indigeni. Doña Ana de Solórzano fondò una scuola per ragazze povere nel 1562. López de Zúñiga supportò i monasteri, ordinò la costruzione di un acquedotto che avrebbe portato a Lima acqua potabile, e promulgò leggi per migliorare il governo della colonia. Nel corso del suo governo mandò 651 000 ducati al tesoro reale in Spagna. Fu il primo viceré del Perù ad introdurre l'etichetta nella corte.

## Morte
Il 1º febbraio 1564 emanò un editto istituendo un coprifuoco alle 22 per la città di Lima. Il successivo 20 febbraio, a mezzanotte, quattro persone con il volto coperto furono viste violare il coprifuoco. Entrarono nelle strade di Trapitos fermandosi all'esterno di una casa. Questa strada era una delle più deserte durante la notte. L'isolato in questione era formato da quattro case, nessuna delle quali aveva aperture su Trapitos. Non c'erano porte, ma esistevano alcuni balconi che sovrastavano la strada. Poco dopo l'arrivo degli uomini mascherati, una scala di corda fu lanciata da uno dei balconi, con un uomo legato al suo capo. Poco prima di raggiungere terra, i quattro uomini iniziarono a colpirlo con sacchi di sabbia.
Ci fu un solo testimone di questo evento, un giovane affacciato al balcone della vicina famiglia Zarate. Si credette che l'uomo fosse Pedro de Zarate. Egli chiamò i propri schiavi, ed insieme a loro andò ad investigare sul posto. Al suo arrivo trovò morto l'uomo legato, mentre gli assassini erano fuggiti. Scoprirono che la vittima era il viceré López de Zúñiga y Velasco, apparentemente di ritorno da una nottata. Zarate era il figlio di uno dei giudici dell'audiencia di Lima, che subito si riunì per decidere il da farsi. La decisione fu di spostare il cadavere presso il palazzo, ed annunciare che era morto in seguito ad un attacco apoplettico.
Iniziarono a circolare voci sulla vera causa di morte del viceré. Si disse che la donna coinvolta fosse Catalina López de Zúñiga, cugina del viceré e moglie di Rodrigo Manrique de Lara. Si disse anche che quest'ultimo avesse assoldato i sicari.
Questa storia è quella ritenuta più probabile, ma non si hanno prove certe. Il viceré era noto per i suoi affari, il che contribuì a far circolare le dicerie. Alla fine un referto medico confermò l'ipotesi del colpo apoplettico, avvenuto probabilmente nel palazzo.
Il corpo di López de Zúñiga y Velasco fu sepolto nella chiesa di San Francisco, ed in seguito trasportato in Spagna.